# Колоніальні військово-морські сили Австралії

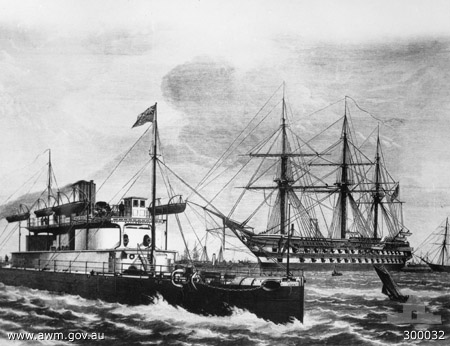
Зображення кораблів колонії Вікторія панцерника «Цербер» (зліва) та навчального корабля «Нельсон» (праворуч). Військово-морський флот Вікторії вважався найсильнішим з усіх колоніальних військово-морських сил Австралії.

Перед створенням Австралійського Союзу в 1901 році, п'ять з шести окремих колоній, які стали його штатами, мали свої військово-морські сили для місцевої оборони. Колоніальні військово-морські сили підтримували кораблі Королівського військово-морського флоту Австралійської станції, яка була створена в 1859 році. Окремі колонії зберігали контроль над  своїми флотами до 1 березня 1901 року, коли було створено  військово-морські сили Співдружності, які стали основою Королівського австралійського військово-морського флоту.

## Новий Південний Уельс

### Морська бригада Нового Південного Уельсу
Під час боксерського повстання, морські бригади з Нового Південного Уельсу, Вікторії і Південній Австралії були в складі британського контингенту під командуванням Альфред Gaselee, успішної експедиції багатонаціональних сил, яка зняла облогу  з кварталу дипломатичних представництв у Пекіні в 1900 році.  Морська бригада Нового Південного Уельсу складалася з 25 осіб з корпусу морської піхоти Нового Південного Уельсу.

### Добровольці Військово-морської артилерії Нового Південного Уельсу
На початку XIX століття уряду Нового Південного Уельсу почав будівництво військово-морських укріплень в гавані Сіднея. Однак рівень безпеки був досить слабким. У листопаді 1839 році військовому кораблю  США «Vincennes» вдалося прослизнути в Сіднейську бухту непоміченими під покровом ночі, на превеликий подив жителів Сіднею наступного ранку.  Коли Сідней став основною базою для Королівського військово-морського флоту в Австралії, уряд Нового Південного Уельсу не мав жодного стимулу для створення власних військово-морських сил. Це почуття безпеки закінчилося з початком Кримської війни і в 1854 році уряд доручив проведення тендерів на будівництво канонерського човна для надання допомоги в оборони Сіднею. Корабель був названий «Spitfire» і стала першим морським судном, отриманим австралійським колоніальним урядом. Хоча він був перероблений з цивільного судна «Спітфайр», тим не менш, є першим військовим кораблем, що побудували в Австралії. «Спітфайр» залишався на службі Нового Південного Уельсу у колоніальному флоті аж до 1859 року, коли він був переданий Квінсленду.

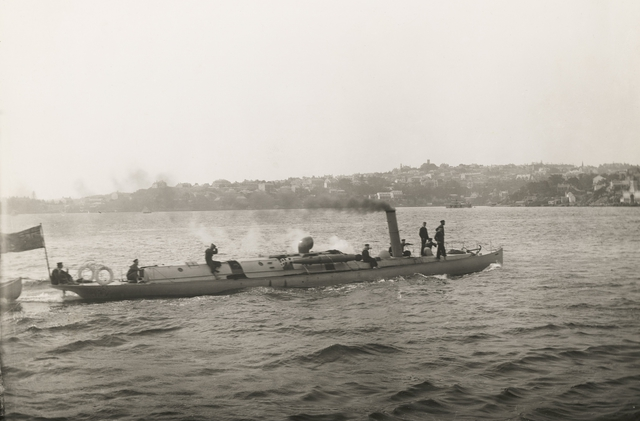
Міноносець Avernus у гавані Сіднею

Після будівництва «Спітфайр» (спушений на воду 4 квітня 1855) уряд Нового Південного Уельсу не зробив ніяких подальших кроків у розвитку військово-морських сил до тих пір, поки не була сформована морська бригада з 120 осіб у 1863 році. Втім після продажу «Спітфайр» бригада не мала власних кораблів, поки у кінці 1870-х не було почато будівництво двох міноносців другого класу, які побудували у Сіднеї. У 1882 році Королівський флот передав Новому Південному Уельсу корвет «Волверін», який використовувався до 1892 як навчальний корабель.

## Квінсленд

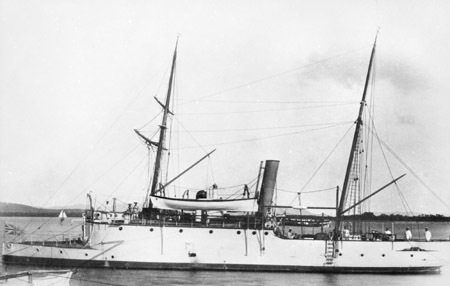
Канонерка Paluma в 1889

Формування Морських Сил оборони Квінсленду відбулося в 1883 році. Їх метою було допомогти в обороні протяжної берегової лінії колонії. Для їх оснащення уряд колонії придбав два канонерські човни та міноносець. Один з цих канонерських човнів, Paluma, був позичений Королівському флоту для здійснення досліджень Великого бар'єрного рифу та Східного узбережжя Австралії.
Наступні придбанні кораблі перетворили військово-морські сили Квінсленду на другі за розміром в Австралії. Так п'ять барж було перероблено у допоміжні канонерські човни. Ці 450 тонні кораблі, озброєнні 127 міліметровими гарматами, стали найбільшими, побудованими у австралійських колоніях до їх об'єднання у Федерацію. Також було придбано ще один міноносець, мінний загороджувач та патрульний корабель. Також було створено морські бригади у найбільших містах узбережжя.

## Південна Австралія

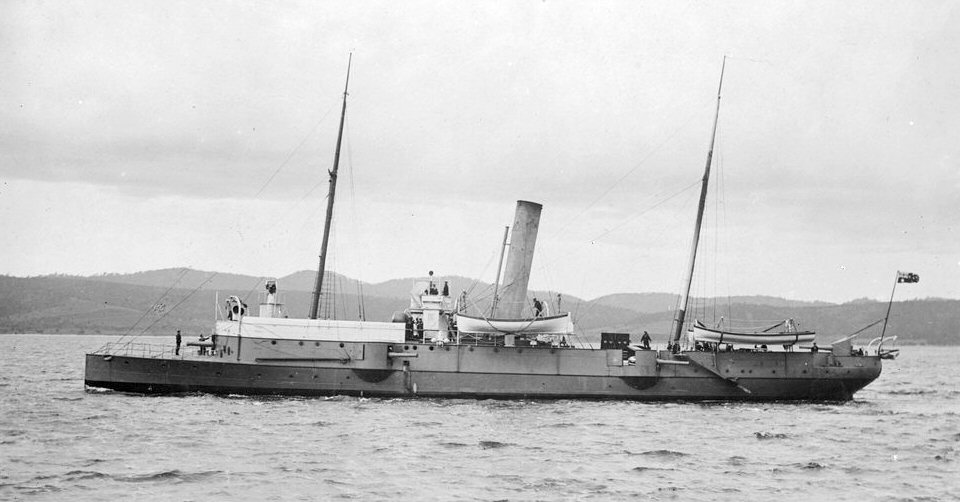
Канонерський човен Protector в 1900

У 1880-х роках у Південній Австралії почалися перші кроки в напрямку створення Військово-морських сил. Сер Вільям Ван, а, тоді генерал-губернатор Південної Австралії, був найвпливовішим захисником ідеї колоніального флоту. У вересні 1884 у колонію прибув 920 тонний канонерський човен «Протектор», на той час найсучасніший корабель у будь-якому з колоніальних флотів.

## Тасманія

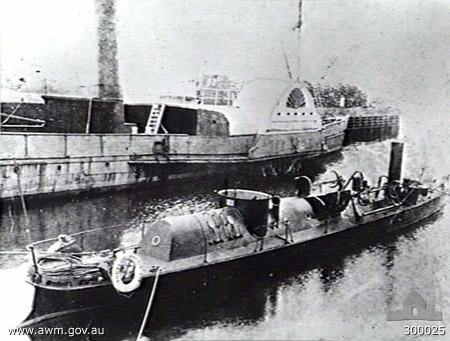
TB 191

У середині 1830-х років у колонії Землі Ван-Дімена була побудована і експлуатувалася озброєна шхуна «Еліза». Судно було побудовано в Порт-Артурі (Тасманія) і  і використовувалось для проведення антипіратських патрулів, а також забезпечення безпеки виправної колонії. У 1883 році Тасманія купила міноносець другого класу ТБ 191.

## Вікторія

### Військово-морські сили Вікторії
Колонія Вікторія приступила до будівництва свого першого озброєного судна в 1853 році, «Вікторія», яка була спущена на воду 30 червня 1855 року і прибув до колонії на 31 травня 1856 року. Корабель брав участь у Маорійських війнах, а також забезпечив доставку першої ікри  форелі на Тасманію.
Після успіху Вікторії, колоніальний уряд Вікторії замовив панцерник «Цербер» і отримав у подарунок  композитний вітрильник з паровою машиною «Нельсон». У 1884 колонія придбала ще кілька кораблів, включаючи міноносець першого класу, два міноносці другого класу та дві канонерки.

## Західна Австралія
Західна Австралія не мала власного колоніального флоту, оскільки не домоглася самоврядування до 1890 року. Однак, у 1879 році підрозділи ополчення, відомий як Морські артилеристи Фрімантлу  був створений для надання допомоги в обороні Порт Фрімантл. Особовий склад підрозділу  складався  з колишніх моряків королівських ВМС, довірених матросів з торгових суден та інших добровольців.
Підрозділ був оснащений двома мідними 6-фунтовими польовими гарматами; ці гармати без передків, що обмежувало їх рух. У 1889 році ці гармати були замінені двома 9-фунтовими гарматами, в комплекті з передками і повозками. 

## Військово-морські Сили Співдружності

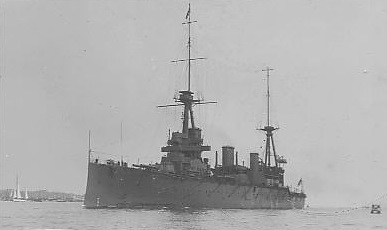
Лінійний крейсер «Australia»

Колонії зберігали контроль над своїми військово-морськими силами флотами до 1 березня 1901 року, коли були створені військово-морські сили Співдружності. Королівський австралійський військово-морський флот був утворено в 1911 році. 4 жовтня 1913, новий флот проходив через вхід у гавань Сіднею у складі лінійного крейсера, трьох легких крейсерів і трьох ескадрених міноносців, в той час як кілька інших кораблів перебували ще в стадії будівництва. Таким чином, Австралійський військово-морський флот вступив в Першу Світову війну як досить грізна сила.